# 沃登 (伊利諾伊州)
沃登（英語：Worden）是位於美國伊利諾伊州麥迪遜縣的一個村落。

## 地理
沃登的座標為38°55′56″N 89°50′25″W / 38.93222°N 89.84028°W，而該地最高點為海拔高度173米（即568英尺）。

## 人口
根據2010年美國人口普查的數據，沃登的面積為1.86平方千米，當中陸地面積為1.83平方千米，而水域面積為0.03平方千米。當地共有人口1044人，而人口密度為每平方千米561人。